# مصطفى عفروتو
مصطفى محمود محمد سليم (مواليد 17 مارس 1989 في القاهرة، مصر - ) يُعرف باسم مصطفى عفروتو،  هو لاعب كرة قدم مصري يلعب في خط وسط مهاجم أو مهاجم ثاني مع نادي ألعاب دمنهور المصري. لعب سابقًا مع النادي الاهلي ثم الاتحاد ثم نادي مصر المقاصة ثم دمنهور وتعاقد الاسماعيلي معه لمدة اربع سنوات والمنتخب المصري تحت 23 سنة .